# Christian Hagemann
Christian Hagemann (* 20. Juni 1974 in Aachen) ist ein ehemaliger belgischer Handballspieler. Er spielte in der höchsten belgischen Spielklasse für die erste Herrenmannschaft des HC Eynatten. Mit dem HC Eynatten nahm er an der Championsleague teil.
Mit dem HC Eynatten wurde er als Mannschaftskapitän dreimal Belgischer Meister, einmal Vize-Meister, und in der Saison 1999/2000 gewann er das Double.